# Richard Schalk
Richard Alois Hermann Schalk (* 18. Mai 1912 in Eggenberg bei Graz; † 19. Januar 1981 in Fürstenfeld) war ein nationalsozialistischer Kreisleiter im Kreis St. Pölten. 

## Leben
Schalk war der Sohn von Anna und Alois Schalk und stammte aus einer Beamtenfamilie. Er studierte am Technikum und wurde Bauingenieur. 
Am 8. Februar 1931 trat er der NSDAP bei (Mitgliedsnummer 440.280). Von Januar 1930 bis April 1934 gehörte er der SA an. 1932 zog Schalk in das Bundesland Salzburg. Nachdem NSDAP-Verbot saß er von Juli bis Dezember 1933 in Haft, anschließend floh er ins Deutsche Reich und wurde am 1. Juli 1934 Gaugeschäftsführer der Salzburger Gauleitung, die ihren Sitz in Freilassing hatte. Am 1. Juli 1935 wurde er stellvertretender Kreisleiter des Kreises Schongau in Oberbayern, im September 1935 erlangte er die deutsche Staatsbürgerschaft. Am 4. November 1936 wurde Schalk Kreisgeschäftsführer der Kreisleitung Wasserburg. Er besuchte die Landesführerschule in Königswinter und die Reichsführerschule in Bernau. Ab dem 1. Jänner 1938 arbeitete er im Stab des Stellvertreters des Führers in München. Vom 25. Juli 1938 bis zum April 1940 fungierte Schalk als Kreisleiter des Kreises St. Pölten. Zum 14. März 1939 trat er der SS bei (SS-Nummer 430.415). Ab April 1940 arbeitete er als Beauftragter des Stellvertreters des Führers beim Generalgouverneur in Krakau. Er hatte in dieser Funktion den Parteirang eines Reichsamtsleiters inne und wurde später zum Reichshauptamtsleiter befördert, somit gehörte er der Regierung des Generalgouvernements an. 1941 wurde Schalk zum SS-Sturmbannführer befördert. 
Am 1. April 1946 wurde Schalk zur Fahndung ausgeschrieben, er selbst lebte unter falschem Namen in Loipersdorf. Erst nach fünf Jahren wurde er in Fürstenfeld verhaftet. Am 25. Juni 1952 verurteilte man ihn zu 14 Monaten Kerkerstrafe.